# Fredrik Hansen
Fredrik Hansen (Drammen, 13 de junho de 1979) é um clérigo católico associado à congregação dos Sulpicianos, ex-diplomata papal, desde 2025 sucedeu como bispo da Diocese de Oslo.

## Vida e trabalho

### Fundo
Fredrik Hansen era luterano, mas se converteu ao catolicismo aos 19 anos, em 27 de dezembro de 1999.

### Padre
Obteve um B.A. pela Universidade de Oslo em 2003, M.A. pelo Heythrop College, Universidade de Londres, em 2005, e bacharel em Teologia Sagrada (S.T.B.) pela Katholieke Universiteit Leuven em 2007. Foi ordenado diácono em 1º de julho de 2006, na Catedral de Santo Olavo, pelo bispo de Oslo, Bernt Ivar Eidsvig, CRSA, o qual, em 21 de abril de 2007, no mesmo local o ordenou sacerdote para a Diocese de Oslo.
Como sacerdote, ocupou os seguintes cargos: vigário paroquial em Lillehammer (2007-2008); secretário particular do bispo de Oslo (2007-2011); prefeito (2007-2008) e depois vice-reitor do seminário diocesano St. Eystein (2008-2011); secretário no Conselho dos Bispos Católicos Noruegueses (2009-2011), juiz do Tribunal da Diocese Católica de Oslo (2011-2016).
Obteve em 2011 a Licenciatura em Direito Canônico (J.C.L) e doutorou-se em direito canônico pela Pontifícia Universidade Gregoriana de Roma em 2013, com o tema da autoridade dos bispos: "A unidade e a tríplice expressão das potestas regiminis do Bispo diocesano" - sobre o poder e a autoridade do Bispo diocesano em relação à gestão de sua diocese.
Durante seus anos em Roma, foi por um tempo vice-reitor do Collegio Teutonico di Santa Maria dell'Anima.
Foi então aluno da Pontifícia Academia Eclesiástica e em 2013 ingressou no serviço diplomático da Santa Sé. Foi destacado como secretário da nunciatura apostólica em Honduras (2013-2015), para a missão permanente da Santa Sé como observador nas organizações internacionais em Viena (2015-2019) e à missão permanente da Santa Sé junto da ONU em Nova Iorque (2019-2022). Em 23 de dezembro de 2017, foi nomeado Capelão de Sua Santidade.
Em 1 de julho de 2022, ingressou nos Sulpicianos. No outono de 2022, Monsenhor Hansen tornou-se professor no Seminário e Universidade de Santa Maria em Baltimore, além de Deão dos Seminaristas e Professor Assistente de Estudos Pastorais.

### Bispo da Diocese Católica de Oslo
O Papa Francisco nomeou-o em 1º de novembro de 2024 como bispo coadjutor de Oslo. Conforme a lei eclesiástica, ele também se torna Vigário Geral da Diocese Católica de Oslo.
Foi ordenado em 18 de janeiro de 2025, pelo Cardeal Pietro Parolin, na Catedral de Santo Olavo; os principais co-consagradores foram Bernt Ivar Eidsvig, CRSA, Bispo de Oslo, e Erik Varden, OCSO, Prelado de Trondheim.
Em 16 de julho de 2025, o Papa Leão XIV, elevou a bispo diocesano..

### Obras
- Vend om. Skriftemålets sakrament (Oslo, 2008) ISBN 9788291886138
- Det annet vatikankonsil – dokumenter (Oslo, 2013) ISBN 9788270242597
- Mysterium og institusjon (Oslo, 2014) ISBN 9788270242979